# KS-403
Il K-403 era un SSBN sovietico della classe Yankee, entrato in servizio nel 1971. Alla fine degli anni settanta, venne convertito in sottomarino sperimentale, e rinominato KS-403. Il suo status non è chiaro, ma dovrebbe essere ancora operativo.

## Storia
La costruzione del K-403 venne intrapresa presso il cantiere navale Sevmash, a Severodvinsk, alla fine degli anni sessanta. Il sottomarino entrò in servizio nella Flotta del Nord il 20 agosto 1971.
Tra il 1978 ed il 1980, il K-403 venne modificato come Progetto 09774 Akson (nome in codice NATO: Yankee Pod, o Yankee SSAN). Le modifiche avevano lo scopo di rendere il battello idoneo a svolgere operazioni speciali, riguardanti soprattutto la prova di sistemi sonar e, più in generale, strumentazione subacquea. Tutte le apparecchiature sono state installate al posto dei missili. Il sottomarino è tornato in servizio nel nuovo ruolo con il nome di KS-403.
Le informazioni sull'attività operativa di questo battello sono scarse, comunque nel 2001 risultava utilizzato per le prove dei sistemi sonar progettati per i nuovi classe Severodvinsk.
Dovrebbe essere ancora in servizio con la Flotta del Nord.